# Weng Ouhong
Weng Ouhong (翁偶虹) est un dramaturge, metteur en scène, théoricien de l'opéra de Pékin, né en 1908 à Pékin et mort en 1994 à Pékin.

## Biographie
Dramaturge, théoricien et metteur en scène de l'opéra de Pékin, Weng Ouhong fut également écrivain, enseignant, et contribua à familiariser le grand public avec l'opéra de Pékin. Maître dans l'art des masques, il créa, peignit et collectionna de nombreux masques dont une grande partie était destinée à
des personnages de ses opéras. Il enseigna à l'Ecole Spécialisée du Spectacle de Chine dès la création de celle-ci en 1930, avant d'y assumer les fonctions de dramaturge et metteur en scène en 1934. À partir de 1950 il fut responsable de la dramaturgie à la Troupe Expérimentale de l'Opéra de Pékin de la Nouvelle Chine, qui rejoint en 1951 l'Institut de Recherche des Opéras de Chine, avant de devenir la Troupe Nationale d'Opéra de Pékin en 1955 (CNPOC). Durant sa carrière il écrivit, réécrivit et
adapta plus de cent opéras.

## Ses œuvres

### Opéras principaux
- 1939 : La Bourse Brodée
- 1949 : Le Ministre et le Général
- 1955 : Le Roi des Singes
- 1959 : La Bataille de la Falaise Rouge
- 1963 : La Lanterne Rouge
- 1977 : La Ruse de la Belle

### Principales publications
- 1985 : Beijing huajiu (Mémoires du Vieux Pékin)
- 1985 : Weng Ouhong bianju shengya (Une Vie de Dramaturge)
- 1994 : Weng Ouhong Juzuoxuan (Sélection d'opéras de Weng Ouhong) Zhongguo Xijuchubanche, Beijing

## Distinctions
- En 1990, il est le seul dramaturge récompensé par le Ministère chinois de la Culture et la Troupe de l'Opéra National lors d'une cérémonie qui a distingué  les artistes majeurs de l'opéra de Pékin[5].